# Roderick Guthrie
 (décembre 2017).
Si vous disposez d'ouvrages ou d'articles de référence ou si vous connaissez des sites web de qualité traitant du thème abordé ici, merci de compléter l'article en donnant les références utiles à sa vérifiabilité et en les liant à la section « Notes et références ».
Pour les articles homonymes, voir Guthrie.
Roderick Guthrie est un professeur d'ingénierie québécois.
Il est professeur à l'université McGill. 
Il est l'auteur de deux manuels de référence Engineering in Process Metallurgy et The Physical Properties of Liquid Metals.
Il possède 150 brevets.[réf. nécessaire]

## Distinctions
- 1979 - Bourses commémoratives E.W.R. Steacie
- 1995 - Membre de la Société royale du Canada
- 2006 - Bourse Killam
- 2006 - Prix Killam